# 1547 en santé et médecine
| Années de la santé et de la médecine : 1544 - 1545 - 1546 - 1547 - 1548 - 1549 - 1550    |
| Décennies de la santé et de la médecine : 1510 - 1520 - 1530 - 1540 - 1550 - 1560 - 1570 |

Cet article présente les faits marquants de l'année 1547 en santé et médecine.

## Fondation
- Fondation de l'hospice Saint-Jean de Brignoles, en Provence[1].

## Événements
- Nostradamus est appelé à Lyon où sévit la peste[2].
- Via Santa Maria, à Pise en Toscane, il est interdit de déposer près du tour d'abandon de l'hospice des Trovatelli les enfants trop grands pour passer par la grille de fer qui le protège[3],[4].

## Publications
- Andrew Boorde (en) (c.1490-1549), médecin et voyageur anglais, fait imprimer son « Bréviaire de santé » (The Breviary of health), à Londres, par William Middleton[5],[6].
- Jean Gonthier d'Andernach (1505-1574) fait imprimer à Strasbourg chez Rémy Guédon sa propre traduction française[7] du régime de santé qu'il avait publié en latin en 1542[8], traduction qui constitue le seul ouvrage en français paru à Strasbourg au XVIe siècle sur les cent deux titres recensés par Miriam Usher Chrisman[9],[10].
- Première édition, posthume, de la traduction latine par Andrea Alpago (c.1450-1521) du Commentaire par Ibn Nafis (1213-1288) de l'Anatomie du Canon d'Avicenne (980-1037)[11],[12].